# Aurore Gagnon
Marie-Aurore-Lucienne Gagnon, bekend als Aurore Gagnon (Sainte-Philomène-de-Fortierville, 31 mei 1909 - aldaar, 12 februari 1920), was een Canadees meisje dat het slachtoffer werd van kindermishandeling. Ze stierf aan uitputting en bloedvergiftiging door ongeveer 52 wonden die haar stiefmoeder, Marie-Anne Houde, en haar vader, Télesphore Gagnon, hadden toegebracht. Het verhaal van l'enfant martyre (Nederlandse vertaling: De kindmartelaar) kreeg veel aandacht in de media en Gagnon werd een icoon van de sociologische en populaire cultuur van Quebec.

## Leven
Gagnon is geboren en getogen in een rooms-katholiek gezin. Ze was de tweede van vijf kinderen van boer Télesphore Gagnon en zijn eerste vrouw Marie-Anne Caron, met wie hij in september 1906 was getrouwd. Ze woonden in Fortierville, een klein dorp aan de zuidkust van de St. Lawrence-rivier, honderd kilometer ten zuidwesten van Quebec-stad. Het eerste kind van de Gagnons, Marie-Jeanne, werd geboren in augustus 1907. Aurore's geboorte werd snel gevolgd door die van Lucina, daarna Georges-Étienne in 1910 en Joseph in 1915.
In 1916, niet lang na de geboorte van Joseph, werd Marie-Anne Caron in het ziekenhuis opgenomen wegens tuberculose. Marie-Anne Houde, de weduwe van een neef van Télesphore, trok al snel naar het huis van Gagnon en zei dat ze 'voor het huis en de kinderen wilde zorgen'. Ze was een 30-jarige moeder van twee zoons, Gérard en Henri-Georges. Ze is geboren in Sainte-Sophie-de-Lévrard, een naburige gemeente van Fortierville.
Op 6 november 1917 werd de 2-jarige Joseph dood in zijn bed aangetroffen; uit het gerechtelijk onderzoek van een lijkschouwer bleek dat het een natuurlijke dood was geweest.
Op 23 januari 1918 stierf Marie-Anne Caron aan haar ziekte in het Beauport Asylum. Omdat Télesphore niet in zijn eentje voor de boerderij en zijn kinderen kon zorgen, trouwde hij de week daarop in een privéceremonie met Marie-Anne Houde.
De kinderen van Gagnon gingen een paar maanden bij hun grootouders wonen in Leclercville, een andere naburige gemeente. De kinderen keerden in de zomer van 1919 terug naar hun vader; op dat moment begon Aurore te worden mishandeld. Marie-Anne Houde mishandelde haar stiefdochter niet alleen fysiek; verschillende ooggetuigen verklaarden dat ze ooit had geprobeerd Aurore te vergiftigen door haar aan te sporen wasmiddel te drinken.
In september 1919 werd de 10-jarige Aurore meer dan een maand in het Hôtel-Dieu de Québec opgenomen met een ernstige beeninfectie, die werd veroorzaakt doordat haar stiefmoeder haar brandmerkte met een metalen pook. Na haar ontslag werden de afranselingen hervat.

## Dood
Aurore stierf op 12 februari 1920. Haar autopsie werd uitgevoerd in de sacristie van de kerk door Dr. Albert Marois, die ongeveer 54 wonden over haar hele lichaam opmerkte. De wonden waren het resultaat van verschillende slagen die in de loop van de tijd werden toegediend. De ernstigste wond bevond zich aan de zijkant van Aurore's schedel. Haar hoofdhuid was aangekoekt met opgedroogd bloed en etter, en haar linkerdij was opgezwollen. De huid van haar handen en polsen was tot op het bot gescheurd.
De begrafenis van Aurore Gagnon vond plaats op 14 februari 1920, waarbij de mis werd geleid door p. Ferdinand Massé. Na de begrafenis werden Télesphore Gagnon en Marie-Anne Houde prompt gearresteerd.
Marie-Anne Houde werd aanvankelijk veroordeeld tot ophanging wegens moord, maar haar straf werd later omgezet in levenslange gevangenisstraf. Na 15 jaar te hebben gezeten, werd ze om gezondheidsredenen voorwaardelijk vrijgelaten en stierf ze in mei 1936 aan borst- en hersenkanker.
Télesphore Gagnon werd veroordeeld voor doodslag en veroordeeld tot levenslange gevangenisstraf, maar hij werd in 1925 vrijgelaten wegens goed gedrag na vijf jaar te hebben uitgezeten. Hij keerde terug naar zijn geboorteplaats en vorig leven, waar hij verschillende brieven schreef aan Marie-Anne Houde, die nog steeds in de gevangenis zat. Na haar dood hertrouwde Télesphore. Hij stierf in 1961.
Aurore's oudere zus, Marie-Jeanne, stierf in Shawinigan in 1986.

## Cultuur
Aurore Gagnon werd een populair cultureel icoon in Quebec, met een bijna mythische status. Er zijn talloze boeken gepubliceerd waarin haar leven wordt beschreven. In 1920 werd de eerste dramatische productie geschreven door Henri Rollin en Léon Petitjean. Télesphore Gagnon probeerde tevergeefs de release van de film uit 1952 tegen te houden.
Op 7 december 2015 erkende Fortierville Aurore als een historische figuur (Frans: personnage historique).
Er verschenen twee films over het leven van Aurore Gagnon:
- La petite Aurore: l'enfant martyre (1952)
- Aurore (2005)